# Ovaire (botanique)
Pour les articles homonymes, voir Ovaire.

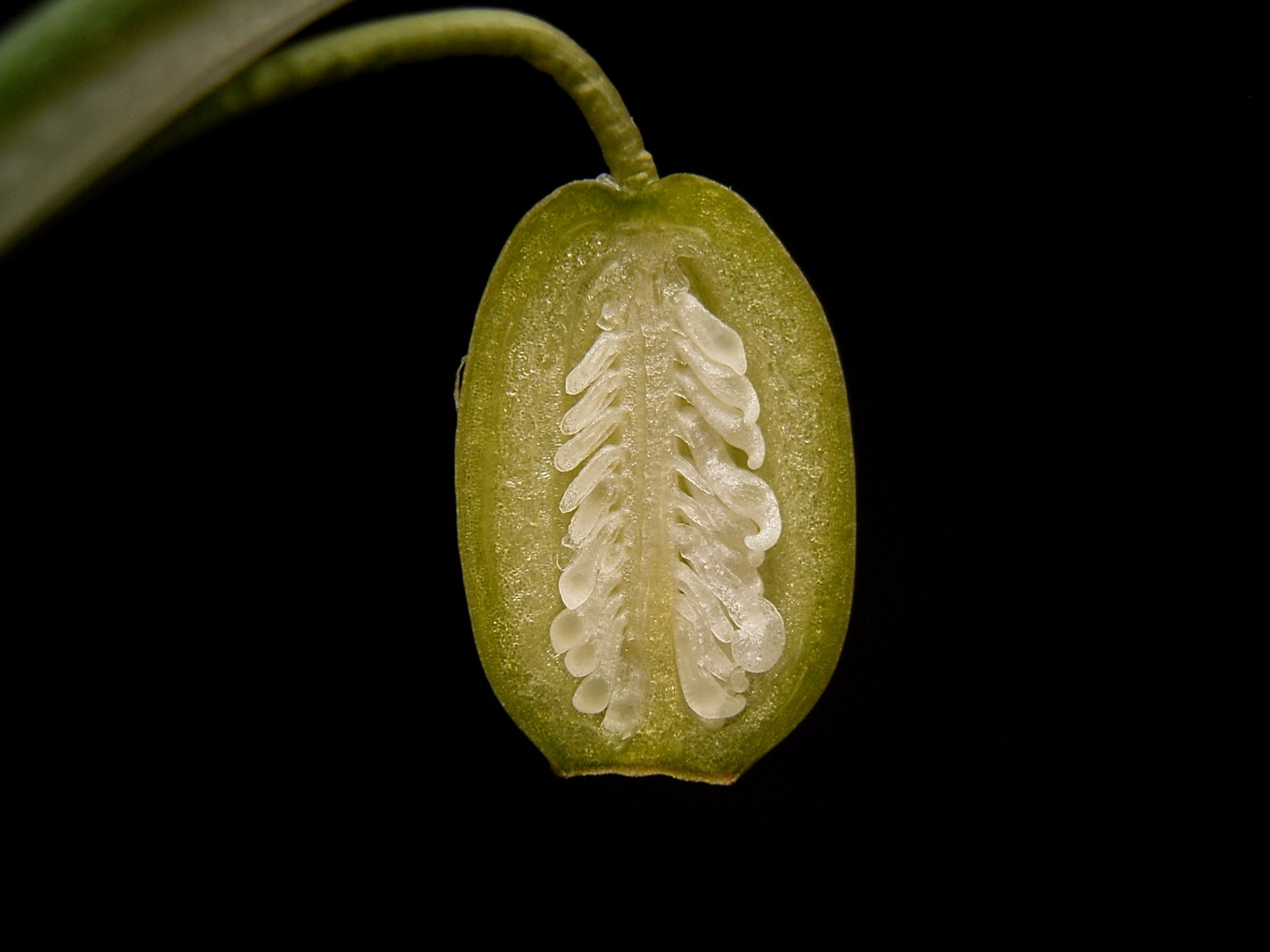
Coupe d'un ovaire de Galanthus nivalis.

En botanique, un ovaire est la partie inférieure du carpelle qui forme une cavité close abritant les ovules, dans une loge unique (ovaire uniloculaire) ou plusieurs loges séparées (ovaire pluriloculaire).
C'est l'ovaire qui, après maturation, donne les fruits : orange, grain de raisin, banane, gousse du petit pois ou des haricots en grain, haricot vert…
Dans le cas des faux-fruits, tels les pommes, poires et fraises, d'autres parties de la fleur, dont le réceptacle floral, participent à la formation du fruit.
Au point de vue évolutif, l'ovaire est la base d'une feuille modifiée (le carpelle) ou la fusion entre plusieurs carpelles dans un pistil.

## Structure histologique

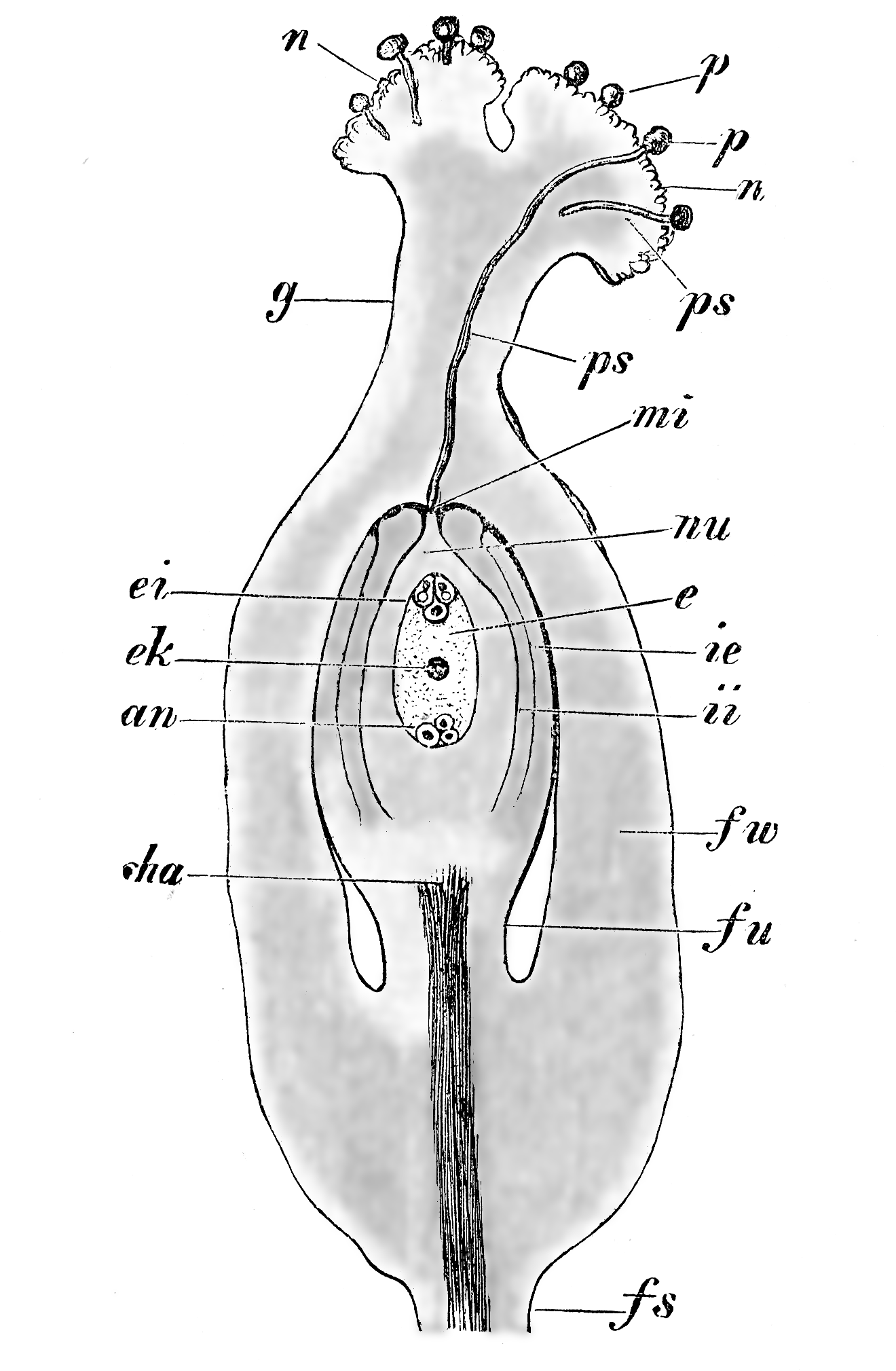
Ovaire de la Renouée faux liseron (Fallopia convolvulus) lors de la fécondation : fu funicule, cha chalaze, nu nucelle, mi micropyle, ii tégument interne, ie tégument externe, e sac embryonnaire, ek noyau du sac embryonnaire, ei oosphère, an antipodes, g style, n stigmate, p grains de pollen, ps tubes polliniques (48 ×).

La structure histologique de l'ovaire est celle d'une feuille repliée et soudée sur elle-même. La paroi ovarienne est formée sur la face externe d'un épiderme muni de stomates, sur la face intérieure, un épiderme et entre les deux un parenchyme chlorophyllien.
La paroi de l'ovaire est parcourue par des nervures et peut être munie d'éléments de soutien ou d'éléments sécréteurs. Elle porte des renflements, appelés placenta, où s'attachent les ovules et qui paraissent correspondre structurellement à la zone de soudure.
La placentation, c'est-à-dire la disposition des ovules à l'intérieur de l'ovaire peut se présenter de différentes manières, selon la nature structurelle des organes qui les portent, tige ou feuille, et selon la région de la feuille carpellaire où ils sont fixés :
- placentation caulinaire
  - basilaire
  - centrale
- placentation foliaire
  - marginale
  - septale
  - médiane

## Ovaire supère et ovaire infère

Position de l'ovaire (ov.)
(étamines (ét.)) :
1. ov. supère (ét. hypogynes)
2. ov. semi-infère (ét. périgynes)
3. ov. infère (ét. épigynes)

On distingue trois types principaux d'ovaires selon leur position par rapport au point d'insertion des pièces florales.
- Ovaire supère (superovarie) : les pièces florales sont insérées au-dessous de l'ovaire dans ce cas la fleur est hypogyne.

- Ovaire semi-infère : les pièces florales sont insérées au niveau de l'ovaire, on dira aussi que la fleur est périgyne.

- Ovaire infère (inférovarie) : les pièces florales sont insérées au-dessus de l'ovaire, on dira aussi que la fleur est épigyne. Cette caractéristique évolutive permet une meilleure protection des carpelles et des ovules (organes sensibles car non protégés d'une cuticule) par le réceptacle[3].

L'inférovarie est considérée traditionnellement comme un caractère d'évolution des espèces. La classification traditionnelle séparait ainsi des Superovariées et des Inférovariées mais cette manière de voir n'est plus reconnue à l'heure actuelle, car de nombreux intermédiaires entre la superovarie et l'inférovarie sont observables dans une même famille.